# Юнисов, Зяки Хайдярович
Зяки Хайдярович Юнисов — (2 февраля 1963, Москва, РСФСР, СССР) — российский бизнесмен, спортивный менеджер, промоутер, организатор матчей профессионального бокса. Основатель и руководитель промоутерской компании «Юка Промоушен» (Yuka Promotion). В советское время занимался боксом как спортсмен, провёл более ста боёв на ринге.

## Биография

### Образование
В 1980 году окончил среднюю школу № 363 Москвы, в 1985 году – Московский институт управления имени Серго Орджоникидзе по специальности «Организация управления химической и металлургической промышленности». После института по распределению с 1985 по 1990 год работал в «Гипротяжмаш» (головной специализированный институт по проектированию машиностроительных и металлообрабатывающих предприятий).

### Карьера в боксе
Начал заниматься боксом в 1976 году, провёл на ринге больше сотни боёв. В 1990–е годы стал бизнесменом (президент финансово-промышленной компании «Юнисов»), и в 1999 году основал промоутерскую компанию «Юка Промоушен», с которой стал организовывать профессиональные боксёрские поединки и шоу. Работал со многими известными боксёрами из России и стран бывшего СССР, активно устраивал матчи в 2000—2005 годах. Являлся в тот момент одним из ведущих российских боксёрских промоутеров. В боях и шоу организованных Зяки Юнисовым в этот период на ринг выходили Николай Валуев, Султан Ибрагимов, Джабраил Джабраилов, Хулио Сесар Васкес, Тимур Ибрагимов, Сергей Стёпкин, Андрей Козловский, Саян Санчат, Марат Мазимбаев, Виктор Баранов, Юрий Барашьян, Давид Гогия, Манено Освальд, Терри МакГрум и другие. Также Юнисов неоднократно проводил женские бои, такие например, как поединок за звание чемпиона Европы по версии WIBF между россиянкой Анастасией Токтауловой и венгерской боксёршей Викторией Патаки.
В 2001–2004 годах Зяки Юнисов организовал первые 13 боёв в профессиональной карьере Дениса Лебедева, во время которых Лебедев завоевал (дважды) и защитил титул чемпиона России. После чего, выиграв все эти 13 поединков, Денис ушёл из бокса почти на четыре года.
В 2003–2004 годах Юнисов был организатором нескольких боёв с участием Дениса Инкина, перед отъездом этого спортсмена на временное место жительство в Германию. В их числе, в июне 2003 года в Москве прошёл бой за вакантный титул интерконтинентального чемпиона IBF, в котором Денис нокаутировал болгарина Веселина Василева. Через 2,5 месяца состоялось большое боксёрское шоу в Киеве, проведённое украинским National Box Promotion. Одним из главных поединков стал, организованный Зяки Хайдяровичем в рамках этого вечера, бой за титул интерконтинентального чемпиона IBF между Инкиным и бразильцем Хосе Дос Сантосом, в котором российский боксёр одержал победу. В сентябре 2004 года Юнисов организовал шоу в родном городе Инкина — Новосибирске. В главном бою вечера Денис эффектно победил аргентинца Хулио Сесара Васкеса, экс-чемпиона мира WBA. После чего ему поступило предложение от крупной европейской промоутерской компании – немецкой Universum Box Promotions, заключив контракт с которой Инкин потом несколько лет жил и боксировал в Германии.
В 2003–2005 годах проходило сотрудничество с Сергеем Татевосяном. В этот период Зяки Юнисов провёл несколько боёв с участием Татевосяна, в том числе поединок в Москве за вакантный титул интернационального чемпиона WBC в мае 2003 года с ганским боксёром Джеймсом Обеде Тони, выигранный Сергеем.
В 2004–2005 годах Зяки Юнисов организовывал несколько боёв с участием Дмитрия Кириллова. В том числе, в рамках шоу состоявшегося в сентябре 2005 года в московских Сокольниках. Тогда состоялся зрелищный отборочный матч за право биться за титул чемпиона мира IBF между Кирилловым и колумбийцем Рейналдо Лопесом. Россиянин смог победить, несмотря на то, что дважды побывал в нокдауне. После этого боя Дмитрий переехал выступать в США. А сам Зяки Юнисов после этого турнира взял девятилетний перерыв в промоутерской деятельности.
Вернулся к организации боксёрских поединков и шоу он в марте 2014 года. Тогда Юнисов организовал турнир в подмосковной Балашихе, в главном бою вечера сошлись россиянин Сергей Екимов и танзаниец Саид Мбелва. Почти через два года, в июне 2016-го, в Москве проходило шоу организованное Шамиром Петросяном, в рамках которого состоялась встреча организованная Зяки Юнисовым, между россиянином Максимом Власовым неожиданно для многих победившим украинца Исмаила Силлаха. Максим оказался в нокдауне в первом раунде, но уже в третьем смог выиграть техническим нокаутом. В марте 2017 года Юнисов впервые участвовал в организации боксёрского вечера за пределами Российской Федерации, в испанском Бильбао (совместно с MGZ Promotions). Наиболее значимыми поединками тогда стали между венгром Габором Горбиксом и испанцем Керманом Лехаррага, а также между панамским боксёром Мануэлем Ларгача и россиянином Александром Подольским.
В декабре 2018 года в Казани Зяки Юнисов провёл турнир «Ринг Чемпионов — Кубок Казанского Кремля». В главном бою встретились российские боксёры Арам Амирханян и Хусейн Байсангуров. Равные по силе соперники показали близкий результат в напряжённом поединке, в итоге судьи отдали победу со счётом 115-113, 115-112 и 114-113 Амирханяну, который завоевал сразу четыре международных титула в первом среднем весе — чемпиона WBO International, IBF International, WBA Continental и EBP. Бой транслировался в прямом эфире по федеральному спортивному телеканалу «Матч ТВ», некоторыми специалистами назывался «Боем года [2018-го] в российском боксе».
Через год, в ноябре 2019 года, Зяки Юнисов организовал турнир «Короли нокаутов» в Санкт-Петербурге. В рамках которого состоялось возвращение на ринг после годичного перерыва экс-чемпиона мира по версиям IBF и IBO Эдуарда Трояновского, победившего чеха Йозефа Заградника в борьбе за вакантный титул EBP. Пятичасовая прямая трансляция боксёрского вечера велась по телеканалу «Матч ТВ». После этого, в течение 2020 года Юнисов значительно увеличил активность и провёл пять турниров под брендами «Короли нокаутов» и «Короли нокаутов трофи», несмотря на то что в связи с ограничениями связанными с пандемией COVID-19 часть сезона оказалась пропущенной, а ряд матчей прошли без зрителей. В боях приняли участие такие российские боксёры как Хусейн Байсангуров, Магомед Магомедов, Виталий Кудухов, Арслан Яллыев, Евгений Шведенко и другие.
Также в настоящее время Зяки Юнисов является промоутером боксёров Эдуарда Трояновского и братьев Байсангуровых — Хусейна и Хасана.

## Боксёры сотрудничавшие с Зяки Юнисовым

### Действующие боксёры компании Зяки Юнисова
| Имя                | Весовая категория    | Гражданство |
| ------------------ | -------------------- | ----------- |
| Хасан Байсангуров  | 1-я средняя, средняя | Россия      |
| Хусейн Байсангуров | Полусредняя          | Россия      |
| Эдуард Трояновский | 1-я полусредняя      | Россия      |

### Боксёры участвовавшие в поединках организованных Зяки Юнисовым
| Имя                  | Весовая категория | Гражданство |
| -------------------- | ----------------- | ----------- |
| Николай Валуев       | Тяжёлая           | Россия      |
| Денис Лебедев        | Первая тяжёлая    | Россия      |
| Султан Ибрагимов     | Тяжёлая           | Россия      |
| Денис Инкин          | 2-я средняя       | Россия      |
| Сергей Татевосян     | 2-я средняя       | Россия      |
| Дмитрий Кириллов     | Полулёгкая        | Россия      |
| Максим Власов        | 2-я средняя       | Россия      |
| Исмаил Силлах        | 2-я средняя       | Украина     |
| Тимур Ибрагимов      | Тяжёлая           | Узбекистан  |
| Марат Мазимбаев      | 2-я наилегчайшая  | Казахстан   |
| Хулио Сесар Васкес   | 2-я средняя       | Аргентина   |
| Анастасия Тактаулова | Наилегчайшая      | Россия      |

## Некоторые бои организованные Зяки Юнисовым
В таблице перечислены результаты всех поединков боксёров.
В каждой строке указан результат поединка. Дополнительно номер поединка обозначен цветом, который обозначает итог поединка. Расшифровка обозначений и цветов представлена в нижеследующей таблице.
| Пример | Расшифровка                     |
| ------ | ------------------------------- |
|        | Победа                          |
|        | Ничья                           |
|        | Поражение                       |
|        | Планируемый поединок            |
|        | Поединок признан несостоявшимся |
| КО     | Нокаут                          |
| ТКО    | Технический нокаут              |
| PTS    | Решение судей (по очкам)        |
| UD     | Единогласное решение судей      |
| MD     | Решение большинства судей       |
| SD     | Раздельное решение судей        |
| RTD    | Отказ от продолжения боя        |
| DQ     | Дисквалификация                 |
| NC     | Поединок признан несостоявшимся |

| Дата             | Место боя                                               | Боксёр                | Боксёр               |
| ---------------- | ------------------------------------------------------- | --------------------- | -------------------- |
| 21 декабря 2020  | Azimut Отель, Санкт-Петербург, Россия                   | Эдгард Москвичев      | Арест Саакян         |
| 21 декабря 2020  | Azimut Отель, Санкт-Петербург, Россия                   | Степан Диюн           | Дмитрий Милюша       |
| 21 декабря 2020  | Azimut Отель, Санкт-Петербург, Россия                   | Артур Осипов          | Евгений Шведенко     |
| 16 ноября 2020   | Vegas City Hall, Красногорск, Россия                    | Юрий Быховцев         | Виталий Кудухов      |
| 16 ноября 2020   | Vegas City Hall, Красногорск, Россия                    | Магомед Магомедов     | Арест Саакян         |
| 10 августа 2020  | Vegas City Hall, Красногорск, Россия                    | Хусейн Байсангуров    | Павел Мамонтов       |
| 10 августа 2020  | Vegas City Hall, Красногорск, Россия                    | Эдгард Москвичев      | Пеле Садоян          |
| 25 июня 2020     | Vegas City Hall, Красногорск, Россия                    | Виталий Кудухов       | Владимир Маркелов    |
| 25 июня 2020     | Vegas City Hall, Красногорск, Россия                    | Арслан Яллыев         | Юрий Быховцев        |
| 28 февраля 2020  | Azimut Отель, Санкт-Петербург, Россия                   | Хусейн Байсангуров    | Арман Торосян        |
| 14 ноября 2019   | Azimut Отель, Санкт-Петербург, Россия                   | Йозеф Заградник       | Эдуард Трояновский   |
| 18 декабря 2018  | Пирамида, Казань, Россия                                | Арам Амирханян        | Хусейн Байсангуров   |
| 11 марта 2017    | Фронтон Бискайя, Бильбао, Испания                       | Габор Горбикс         | Керман Лехаррага     |
| 11 марта 2017    | Фронтон Бискайя, Бильбао, Испания                       | Мануэль Ларгача       | Александр Подольский |
| 2 июня 2016      | Корстон, Москва, Россия                                 | Максим Власов         | Исмаил Силлах        |
| 29 марта 2014    | ДК «Машиностроитель», Балашиха, Россия                  | Сергей Екимов         | Саид Мбелва          |
| 10 сентября 2005 | Сокольники, Москва, Россия                              | Дмитрий Кириллов      | Рейнальдо Лопес      |
| 10 сентября 2005 | Сокольники, Москва, Россия                              | Андрей Кудрявцев      | Михаита Муту         |
| 26 июля 2005     | КРЦ «Арбат», Москва, Россия                             | Руслан Семёнов        | Сергей Татевосян     |
| 19 мая 2005      | «Гигант» холл», казино «Конти», Санкт-Петербург, Россия | Денис Инкин           | Манено Освальд       |
| 28 апреля 2005   | Дворец спорта «Крылья Советов», Москва, Россия          | Юрий Романович        | Андрей Столярчук     |
| 28 апреля 2005   | Дворец спорта «Крылья Советов», Москва, Россия          | Давид Гогия           | Сергей Татевосян     |
| 29 марта 2005    | «Гигант» холл», казино «Конти», Санкт-Петербург, Россия | Юрис Борейко          | Руслан Якупов        |
| 9 марта 2005     | Infinity Nightclub, Москва, Россия                      | Виктор Баранов        | Сергей Старков       |
| 16 декабря 2004  | «Центр на Тульской», Москва, Россия                     | Марсель Касимов       | Дмитрий Кириллов     |
| 17 ноября 2004   | Казино «Кристалл», Москва, Россия                       | Эльнур Дадашев        | Давид Джиджелава     |
| 24 сентября 2004 | Ледовый дворец спорта «Сибирь», Новосибирск, Россия     | Хулио Сесар Васкес    | Денис Инкин          |
| 24 сентября 2004 | Ледовый дворец спорта «Сибирь», Новосибирск, Россия     | Артём Вычкин          | Денис Лебедев        |
| 6 июля 2004      | Дворец спорта «Крылья Советов», Москва, Россия          | Дмитрий Кириллов      | Георге Опря          |
| 22 апреля 2004   | Дворец спорта «Крылья Советов», Москва, Россия          | Тимур Ибрагимов       | Терри МакГрум        |
| 6 апреля 2004    | Казино «Кристалл», Москва, Россия                       | Тимур Ибрагимов       | Дмитрий Герасимов    |
| 30 марта 2004    | Казино «Кристалл», Москва, Россия                       | Юрий Барашьян         | Ваге Кочарян         |
| 10 марта 2004    | Казино «Кристалл», Москва, Россия                       | Султан Ибрагимов      | Алексей Осокин       |
| 29 января 2004   | «Центр на Тульской», Москва, Россия                     | Виктор Баранов        | Михаил Силантьев     |
| 20 декабря 2003  | Ледовый дворец «Витязь», Подольск, Россия               | Мойзес Кастро         | Марат Мазимбаев      |
| 23 октября 2003  | Дворец спорта «Крылья Советов», Москва, Россия          | Артём Вычкин          | Ваге Кочарян         |
| 8 октября 2003   | Стадион «Лужники», Москва, Россия                       | Сергей Татевосян      | Юрий Царенко         |
| 26 сентября 2003 | Клуб «Удар», Москва, Россия                             | Саян Санчат           | Валерий Харьянов     |
| 14 сентября 2003 | Отель Radisson Blu Slavyanskaya, Москва, Россия         | Джабраил Джабраилов   | Вячеслав Тутубалин   |
| 26 июня 2003     | Дворец спорта «Крылья Советов», Москва, Россия          | Асен Василев          | Андрей Козловский    |
| 26 июня 2003     | Дворец спорта «Крылья Советов», Москва, Россия          | Веселин Василев       | Денис Инкин          |
| 26 июня 2003     | Дворец спорта «Крылья Советов», Москва, Россия          | Олег Быков            | Василий Тарабаров    |
| 19 июня 2003     | Ледовый дворец «Витязь», Подольск, Россия               | Осси Дюран            | Сергей Стёпкин       |
| 29 мая 2003      | «Центр на Тульской», Москва, Россия                     | Сергей Татевосян      | Джеймс Обеде Тони    |
| 29 апреля 2003   | «Центр на Тульской», Москва, Россия                     | Джабраил Джабраилов   | Руслан Джанбеков     |
| 22 апреля 2003   | Казино «Камилла», Москва, Россия                        | Андрей Напольских     | Рустам Нугаев        |
| 27 марта 2003    | «Центр на Тульской», Москва, Россия                     | Сергей Стёпкин        | Владимир Ходаковский |
| 28 февраля 2003  | Клуб «Удар», Москва, Россия                             | Вадим Габриэлян       | Фёдор Соколов        |
| 22 февраля 2003  | Сыктывкар, Россия                                       | Виктор Оганов         | Артём Соломко        |
| 18 декабря 2002  | Клуб «Удар», Москва, Россия                             | Олег Минаев           | Ахмед Олигов         |
| 10 сентября 2002 | Дворец спорта «Крылья Советов», Москва, Россия          | Роман Бабаев          | Денис Лебедев        |
| 31 августа 2002  | Москва, Россия                                          | Юрий Романов          | Тигран Сарибекян     |
| 18 июля 2002     | «Гигант» холл», казино «Конти», Санкт-Петербург, Россия | Дмитрий Адамович      | Мгер Мкртчян         |
| 23 апреля 2002   | Дворец спорта «Крылья Советов», Москва, Россия          | Дмитрий Адамович      | Денис Лебедев        |
| 22 декабря 2001  | Ботанический институт, Москва, Россия                   | Михаил Михайлюков     | Игорь Твердохлеб     |
| 29 ноября 2001   | Дворец спорта «Крылья Советов», Москва, Россия          | Гаджи Исаев           | Фёдор Соколов        |
| 7 ноября 2001    | КРЦ «Арбат», Москва, Россия                             | Зиятдинбек Тойгонбаев | Вадим Хамаза         |
| 16 октября 2001  | Клуб «Radio GaGa», Москва, Россия                       | Оксана Васильева      | Анастасия Токтаулова |
| 10 октября 2001  | КРЦ «Арбат», Москва, Россия                             | Магомед Халмурзиев    | Юрий Царенко         |
| 19 сентября 2001 | КРЦ «Арбат», Москва, Россия                             | Глеб Горельчик        | Юрий Царенко         |
| 10 сентября 2001 | Дворец спорта «Крылья Советов», Москва, Россия          | Гаджи Исаев           | Игорь Сахатаров      |
| 9 июня 2001      | УСЗ «Дружба», Москва, Россия                            | Денис Лебедев         | Мелих Нурдин         |
| 9 июня 2001      | УСЗ «Дружба», Москва, Россия                            | Михаил Блинников      | Рафик Мусаев         |
| 9 июня 2001      | УСЗ «Дружба», Москва, Россия                            | Розалин Насибулин     | Вадим Хамаза         |
| 6 марта 2001     | ЦСКА, Москва, Россия                                    | Джабраил Джабраилов   | Рихсибой Шамирзаев   |
| 6 марта 2001     | ЦСКА, Москва, Россия                                    | Николай Валуев        | Виталий Шкраба       |
| 6 марта 2001     | ЦСКА, Москва, Россия                                    | Виктория Патаки       | Анастасия Токтаулова |
| 6 марта 2001     | ЦСКА, Москва, Россия                                    | Руслан Джанбеков      | Николай Фёдоров      |
| 25 июля 2000     | Дворец спорта «Крылья Советов», Москва, Россия          | Джабраил Джабраилов   | Мелих Нурдин         |
| 15 апреля 2000   | Стадион «Лужники», Москва, Россия                       | Мухтар Альпиев        | Сергей Юденков       |
| 12 февраля 2000  | Клуб «Удар», Москва, Россия                             | Сергей Королёв        | Ян Кульков           |
| Дата             | Место боя                                               | Боксёр                | Боксёр               |

## Семья
Женат, есть трое детей: две дочери и сын.